# 瓦尔帕莱索 (圣保罗州)
瓦尔帕莱索是巴西圣保罗州的一个市镇。总面积858.757平方公里，总人口20827人，人口密度24.3人/平方公里。